# Хамелеон (стреляющий нож)
«Хамелеон» — российский стреляющий нож, разработанный в Туле на кафедре Военно-артиллерийского инженерного училища. Данный нож использует патрон 5,45 мм (аналогичный используемым в ПСМ), существует модификация, предназначенная для стрельбы подводным патроном, что делает его единственным в своём роде ножом с возможностью стрельбы под водой.

## Устройство
Длина клинка ножа составляет 180 мм, он имеет обоюдоострую заточку и достаточно прочен, чтобы выдержать вес повиснувшего на нём человека. В клинке сделаны четыре выборки металла (по две с каждой стороны) для пролёта пуль.
Стрельба производится в сторону клинка. Спусковой рычаг находится на боковой стороне рукоятки, под пальцами, в походном положении может складываться. Для перезарядки откидывается торцевая часть рукоятки, извлекаются стреляные гильзы при помощи выбрасывателя, после чего заряжается обойма с четырьмя патронами. Для обеспечения поочерёдной стрельбы из стволов боёк выполнен поворотным. Существуют варианты с УСМ двойного или одинарного действия, при УСМ одинарного действия для взвода рамка после каждого выстрела оттягивается назад и встаёт на шептало.
Пуля имеет начальную скорость в 320 м/с, на дистанции 25 метров пробивает 1,25 мм титановую пластину и 25 слоёв кевлара за ней. Радиус окружности, в которую укладываются 100% пуль на таком расстоянии - 7,5 см. Практическая скоростельность - 12-15 выстрелов/мин.
Помимо штатных ножен к «Хамелеону» полагается чехол цилиндрической формы с полосатой раскраской, который позволяет замаскировать его под жезл работника ГАИ.

## Сравнение сНРСиНРС-2
В отличие от НРС-1 и НРС-2 (ножей разведчика стреляющих), «Хамелеон» имеет в четыре раза большее число зарядов и более простую схему перезарядки, что повышает практическую скорострельность. Так как стрельба ведётся в сторону клинка, открыть огонь можно, удерживая нож обычным хватом и не перекладывая его. Клинок более приспособлен для боевого применения. Однако, в отличие от НРС, с его патронами с отсечкой пороховых газов, отсутствует бесшумность стрельбы, что может быть критично при проведении спецопераций.